# Pereskia horrida
Pereskia horrida ist eine Pflanzenart in der Gattung Pereskia aus der Familie der Kakteengewächse (Cactaceae). Das Artepitheton horrida stammt aus dem Lateinischen, bedeutet ‚borstig‘, ‚stachelig‘ oder ‚rau‘ und verweist auf die zahlreichen kräftigen Dornen.

## Beschreibung
Pereskia horrida wächst als Strauch oder kleiner Baum und erreicht Wuchshöhen von 2 bis 6 Meter, wobei die äußersten Triebe häufig im Zickzack wachsen. Die Wurzeln sind spindelförmig bis nahezu kugelförmig. Die undeutlich gestielten Laubblätter sind dickfleischig. Die elliptische bis verkehrt eiförmige Blattspreite ist 1,5 bis 4 Zentimeter lang und 1 bis 2,5 Zentimeter breit. Die undeutliche Nervatur der Blattspreite weist bis zu zwei Seitennerven auf. Die Mittelrippe steht an der Unterseite hervor. Aus den Areolen entspringen an älteren Trieben häufig lange, weiße Haare. Die sehr ungleich langen Dornen sind 1 bis 4 Zentimeter lang. An den Zweigen sind je Areole ein bis vier, gerade Dornen vorhanden. Am Stamm werden bis zu 10 oder mehr Dornen je Areole ausgebildet, die häufig verdreht sind.
Die Blüten stehen einzeln und endständig oder erscheinen seitlich und bilden Blütenstände von zwei bis sechs Blüten. Die trübroten, orangeroten, bräunlich orangen oder weißen Blüten erreichen einen Durchmesser von 5 bis 15 Millimeter. Die weichfleischigen Früchte sind anfangs grün und werden bei Reife schwarz. Sie weisen Durchmesser von 5 bis 6 Millimeter auf.

## Verbreitung, Systematik und Gefährdung
Pereskia horrida ist in Peru, in den Regionen Amazonas, Cajamarca und La Libertad in Höhenlagen von 450 bis 580 Metern verbreitet.
Die Erstbeschreibung als Cactus horridus erfolgte 1823 durch Karl Sigismund Kunth. Augustin-Pyrame de Candolle stellte die Art 1828 in die Gattung Pereskia. Ein nomenklatorisches Synonym ist Rhodocactus horridus (Kunth) Knuth (1936). Taxonomische Synonyme sind Pereskia humboldtii Britton & Rose (1923), Pereskia vargasii H.Johnson (1952), Pereskia vargasii var. longispina Rauh & Backeb. (1957), Pereskia vargasii var. rauhii Backeb. (1957), Pereskia humboldtii var. rauhii (Backeb.) Leuenb. (1986) und Pereskia horrida subsp. rauhii (Backeb.) Ostolaza (1998).
In der Roten Liste gefährdeter Arten der IUCN wird die Art als „Least Concern (LC)“, d. h. als nicht gefährdet geführt.

## Nachweise